# Гасконејд (Мисури)
Гасконејд (енгл. Gasconade) град је у америчкој савезној држави Мисури.

## Демографија
По попису из 2010. године број становника је 223, што је 44 (-16,5%) становника мање него 2000. године.
| Група             | 2000.       | 2010.       |
| Белци             | 258 (96,6%) | 221 (99,1%) |
| Афроамериканци    | 0 (0,0%)    | 1 (0,4%)    |
| Азијати           | 3 (1,1%)    | 0 (0,0%)    |
| Хиспаноамериканци | 0 (0,0%)    | 0 (0,0%)    |
| Укупно            | 267         | 223         |